# Apatura romaniszyni
Apatura romaniszyni är en fjärilsart som beskrevs av Schille 1924. Apatura romaniszyni ingår i släktet Apatura och familjen praktfjärilar. Inga underarter finns listade i Catalogue of Life.